# Rogeria huachucana
Rogeria huachucana é uma espécie de formiga do gênero Rogeria, pertencente à subfamília Myrmicinae.